# Château d'Avezan
Le château d’Avezan, bâti au XIIIe siècle, sur la commune d’Avezan (Gers), près de Saint-Clar, est un château de « type gascon ».

## Description
Le château a été construit, probablement en 1230, sur l’emplacement d’un château plus ancien dont il ne reste rien. Il faisait partie d’un ensemble fortifié qui englobait le village.
À l’origine, c’est une salle qui constitue le donjon dont les murs épais reposent sur une salle voûtée. Un second corps de bâtiment vient s’ajouter ensuite : le rez-de-chaussée, traditionnellement, ne présente aucune ouverture et on accède au château par une porte haute et un escalier amovible. Le dernier étage est percé de mirandes reliées par un chemin de ronde. Des meurtrières sont les seules ouvertures. 
Au XVIIe siècle, on construit le corps occidental et on réalise les aménagements intérieurs, des escaliers, des pièces d’habitation. Les aménagements se poursuivent au siècle suivant.

## Histoire
Le château est racheté en 1651 par Alexandre de Larroquan qui fait édifier le massif occidental, puis c’est son frère, Jacques de Larroquan, qui en prend possession. Maréchal de camp et armes du roi, il bénéficie de sa confiance comme de celle de Richelieu, et c’est sans doute grâce à cela que le château d’Avezan n’est pas démantelé comme tant d’autres à cette époque. 
Au XVIIIe siècle, le château passe successivement aux mains de plusieurs familles qui s’en désintéressent et le laissent à l’abandon. À la Révolution, il est racheté par des métayers puis abandonné.
En 1972 Patrice Cournot entreprend sa restauration.
Le château a été inscrit au titre des monuments historiques en 1984.
Depuis 2022, Frédéric et Anne-Claire Joachim achèvent sa restauration et en font un lieu consacré à l'art et à la culture.